# NGC 5078
NGC 5078 est une immense galaxie spirale située dans la constellation de l'Hydre. Sa vitesse par rapport au fond diffus cosmologique est de 2 466 ± 22 km/s, ce qui correspond à une distance de Hubble de 36,4 ± 2,6 Mpc (∼119 millions d'al). NGC 5078 a été découverte par l'astronome germano-britannique William Herschel en 1786.

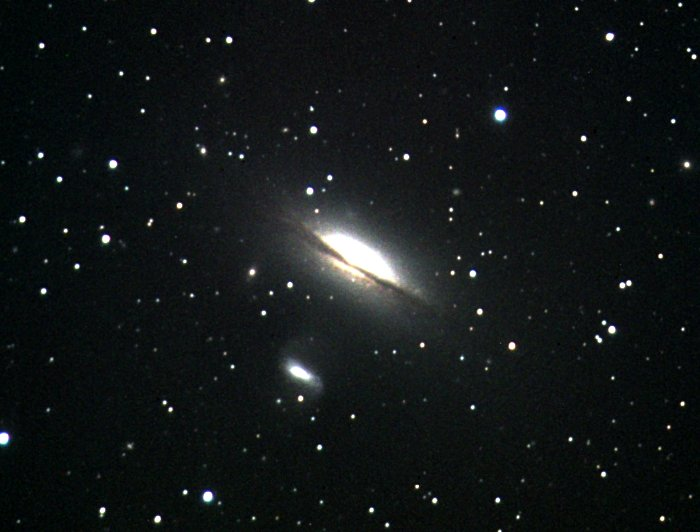
NGC 5078 (KPNO)

La classe de luminosité de NGC 5078 est I et elle présente une large raie HI. NGC 5078 est une radiogalaxie à spectre continu (Flat-Spectrum Radio Source). C'est peut-être une galaxie LINER, c'est-à-dire une galaxie dont le noyau présente un spectre d'émission caractérisé par de larges raies d'atomes faiblement ionisés. La luminosité de la galaxie NGC 5078 dans l'infrarouge lointain (de 40 à 400 µm)  est égale à 2,75 × 1010 {\displaystyle L_{\odot }} (1010,44{\displaystyle L_{\odot }}) et sa luminosité totale dans l'infrarouge (de 8 à 1 000 µm) est de 3,98 × 1010 {\displaystyle L_{\odot }} (1010,6{\displaystyle L_{\odot }}).
La bande de poussière interstellaire, qui se détache du fond lumineux de la galaxie, résulte probablement d'une fusion d'une ancienne galaxie spirale poussiéreuse avec NGC 5078. Cette bande, ainsi que la formation d'étoiles dans la galaxie elle-même, sont probablement  influencées par la galaxie voisine IC 879. IC 879 est aussi répertorié en tant que IC 4222.

## Morphologie
NGC 5078 a été utilisée par Gérard de Vaucouleurs comme une galaxie de type morphologique SAa sp dans son atlas des galaxies,.
Eskridge, Frogel et Pogge ont publié un article en 2002 décrivant la morphologie de 205 galaxies spirales ou lenticulaires rapprochées. Les observations ont été réalisées dans la bande H de l'infrarouge et dans la bande B (le bleu). Selon Eskridge et ses collègues, NGC 5078 est de type  Sa? dans la bande B et de type Sa vu par la tranche dans la bande H. NGC 5078 est vue presque par la tranche. Le bulbe elliptique brillant est clairement coupé par une voie d'absorption vers le sud-ouest. Le grand axe de la galaxie est orienté à peu près N.0.-S.E.. Une formation ressemblant à une barre est probablement présente. Le rapport bulbe/disque (B/D) est très grand, mais il n'y a aucune preuve claire de structure exception faite de l'importante bande de poussière. À de faibles niveaux de luminosité de surface, les isophotes prennent une morphologie en forme de boîte pointue typique des systèmes de disques avec des bulbes carrés.

## Supernova
La supernova SN 1999cz a été découverte dans NGC 5078 le 12 juin 1999 par A. Williams, R. Martin, et S. Woodings dans le cadre du programme Perth Automated Supernova Search de l'observatoire de Perth en Australie-Occidentale. Cette supernova était de type Ic.

## Groupe de NGC 5061
NGC 5078 est une galaxie brillante dans le domaine des rayons X et elle fait partie du groupe de NGC 5061. Selon un article publié par Sengupta et Balasubramanyam en 2006, le groupe de NGC 5061 compte au moins 10 galaxies qui brillent dans le domaine des rayons X. Les neuf autres galaxies sont  NGC 5061, ESO 508-39, IC 879, IC 874, NGC 5101, ESO 508-51, IC 4231, ES0 508-59 et ESI 508-34.
Ce même groupe est aussi mentionné dans un article publié par A.M. Garcia en 1993 et il comprend aussi 10 galaxies, mais ESO 508-59 ne fait pas partie de la liste et la galaxie NGC 5085 y apparaît. Cette dernière ne brille pas dans le domaine des rayons X. En ajoutant cette galaxie à la liste de Sengupta et Balasubramanyam, on obtient un groupe de 11 galaxies.